# 奥田証券
奥田証券（おくだしょうけん）は、明治末期から昭和にかけて存在した三重県最大の証券会社である。

## 概要
奥田喜一郎が明治時代に奥田証券として津市に創業した。
大正時代には、大阪市の北浜に拠点を構えるほどに発展した。
1926年（大正15年）時点では奥田晴一が社長だった。